# Кубок Польщі з футболу 2006—2007
Кубок Польщі з футболу 2006–2007 — 53-й розіграш кубкового футбольного турніру в Польщі. Титул вдруге здобула Дискоболія (Гродзиськ-Великопольський).

## Календар
| Раунд                   | Дата                          | Матчі | Клуби   |
| ----------------------- | ----------------------------- | ----- | ------- |
| Перший попередній раунд | 5-9 серпня 2006               | 4     | 65 → 61 |
| Другий попередній раунд | 15 серпня 2006                | 14    | 61 → 47 |
| Перший раунд            | 22-23 серпня 2006             | 16    | 47 → 31 |
| Другий раунд            | 19 вересня - 4 жовтня 2006    | 15    | 31 → 16 |
| 1/8 фіналу              | 24 жовтня - 8 листопада 2006  | 8     | 16 → 8  |
| 1/4 фіналу              | 13-14 березня/3-4 квітня 2007 | 8     | 8 → 4   |
| 1/2 фіналу              | 10-11/24-25 квітня 2007       | 4     | 4 → 2   |
| Фінал                   | 1 травня 2007                 | 1     | 2 → 1   |

## Перший попередній раунд
| Команда 1                         | Рахунок      | Команда 2           |
| --------------------------------- | ------------ | ------------------- |
| 5 серпня 2006                     |              |                     |
| Кашубія (Косьцежина)              | 1:0          | Вікторія (Короново) |
| 9 серпня 2006                     |              |                     |
| Спарта (Августів)                 | 1:3          | Мронговія           |
| ТОР (Добжень-Великий)             | 0:2          | Промень (Жари)      |
| КСЗО-2 (Островець-Свентокшиський) | 0:0 пен. 5:4 | Мотор (Люблін)      |

## Другий попередній раунд
| Команда 1                 | Рахунок      | Команда 2                         |
| ------------------------- | ------------ | --------------------------------- |
| 15 серпня 2006            |              |                                   |
| Чарні (Прущ Гданьські)    | 6:1          | Клос (Пелчице)                    |
| Котвиця (Колобжег)        | +:-          | Кашубія (Косьцежина)              |
| Торуньські КП             | 4:4 пен. 2:4 | Мешко (Гнезно)                    |
| Тур (Турек)               | 5:1          | Промень (Жари)                    |
| Єзьорак (Ілава)           | 4:2          | Мазовше (Плоцьк)                  |
| Рух (Високе-Мазовецьке)   | 0:2          | Сокул (Александрув-Лодзький)      |
| Зніч (Прушкув)            | 4:1          | Мронговія                         |
| Арка (Нова Суль)          | 1:2          | Хробри (Новогродзец)              |
| Гурник/Заглембе (Валбжих) | 1:0          | Пнювек (Павловіце-Шльонскі)       |
| ЛКС (Поборшув)            | 2:0          | Пелікан (Лович)                   |
| Пшишлосьць (Рогув)        | 1:0          | Фаблок (Хшанув)                   |
| Понідзе (Пінчув)          | 1:0          | Сярка (Тарнобжег)                 |
| Сталь (Сянік)             | 1:0          | КСЗО-2 (Островець-Свентокшиський) |
| Окоцимський (Бжеско)      | 4:3          | Орлента (Радинь-Підляський)       |

## Перший раунд
| Команда 1                    | Рахунок | Команда 2                       |
| ---------------------------- | ------- | ------------------------------- |
| 22 серпня 2006               |         |                                 |
| Єзьорак (Ілава)              | 1:0     | Заглембє (Сосновець)            |
| Гурник/Заглембе (Валбжих)    | 1:2     | Подбескідзе                     |
| 23 серпня 2006               |         |                                 |
| Чарні (Прущ Гданьські)       | 1:5     | Ягеллонія (Білосток)            |
| Котвиця (Колобжег)           | 0:1     | Лехія (Гданськ)                 |
| Мешко (Гнезно)               | 1:0     | Шльонськ (Вроцлав)              |
| Тур (Турек)                  | 1:0     | КСЗО (Островець-Свентокшиський) |
| Сокул (Александрув-Лодзький) | 2:4 дч  | П'яст (Глівіце)                 |
| Зніч (Прушкув)               | 5:2     | Завіша (Бидгощ)                 |
| Хробри (Новогродзец)         | 0:5     | Рух (Хожув)                     |
| ЛКС (Поборшув)               | 0:2     | Радомяк (Радом)                 |
| Пшишлосьць (Рогув)           | 1:3     | Гурник (Польковіце)             |
| Понідзе (Пінчув)             | 0:3     | Світ (Новий-Двір-Мазовецький)   |
| Сталь (Сянік)                | 2:0     | Полонія (Битом)                 |
| Окоцимський (Бжеско)         | 6:0     | Дрвенца (Нове-Място-Любавське)  |
| Щаковянка (Явожно)           | 1:3     | ЛКС (Лодзь)                     |
| Геко (Чермно)                | -:+     | Відзев (Лодзь)                  |

## Другий раунд
Команда Ягеллонія (Білосток) пройшла до наступного раунду після жеребкування.
| Команда 1                     | Рахунок      | Команда 2                              |
| ----------------------------- | ------------ | -------------------------------------- |
| 19 вересня 2006               |              |                                        |
| Єзьорак (Ілава)               | 2:3 дч       | Заглембє (Любін)                       |
| Подбескідзе                   | 1:2          | Лех (Познань)                          |
| Лехія (Гданськ)               | 0:2          | Погонь (Щецин)                         |
| Мешко (Гнезно)                | 0:1          | Гурник (Забже)                         |
| П'яст (Глівіце)               | 2:5          | Арка (Гдиня)                           |
| Рух (Хожув)                   | 6:0          | Полонія (Варшава)                      |
| Радомяк (Радом)               | 1:0          | Одра (Водзіслав-Шльонський)            |
| Гурник (Польковіце)           | 2:2 пен. 5:4 | ГКС (Белхатув)                         |
| Відзев (Лодзь)                | 0:2          | Краковія                               |
| 20 вересня 2006               |              |                                        |
| ЛКС (Лодзь)                   | 2:1          | Гурник (Ленчна)                        |
| Тур (Турек)                   | 1:3          | Корона (Кельце)                        |
| Сталь (Сянік)                 | 2:1          | Легія (Варшава)                        |
| Окоцимський (Бжеско)          | 4:4 пен. 1:3 | Вісла (Плоцьк)                         |
| 26 вересня 2006               |              |                                        |
| Зніч (Прушкув)                | 1:2          | Дискоболія (Гродзиськ-Великопольський) |
| 4 жовтня 2006                 |              |                                        |
| Світ (Новий-Двір-Мазовецький) | 1:5          | Вісла (Краків)                         |

## 1/8 фіналу
| Команда 1           | Рахунок | Команда 2                              |
| ------------------- | ------- | -------------------------------------- |
| 24 жовтня 2006      |         |                                        |
| Сталь (Сянік)       | 0:1 дч  | Арка (Гдиня)                           |
| Лех (Познань)       | 2:1     | Погонь (Щецин)                         |
| Гурник (Забже)      | 0:5     | Корона (Кельце)                        |
| ЛКС (Лодзь)         | 0:1     | Радомяк (Радом)                        |
| Гурник (Польковіце) | 0:3     | Дискоболія (Гродзиськ-Великопольський) |
| Вісла (Плоцьк)      | 2:1     | Ягеллонія (Білосток)                   |
| 7 листопада 2006    |         |                                        |
| Краковія            | 2:1     | Заглембє (Любін)                       |
| 8 листопада 2006    |         |                                        |
| Вісла (Краків)      | 1:2     | Рух (Хожув)                            |

## 1/4 фіналу
| Команда 1                | Заг.    | Команда 2                              | 1-й матч | 2-й матч |
| ------------------------ | ------- | -------------------------------------- | -------- | -------- |
| 13 березня/3 квітня 2007 |         |                                        |          |          |
| Вісла (Плоцьк)           | 4:1     | Арка (Гдиня)                           | 1:1      | 3:0      |
| Корона (Кельце)          | 3:3 (ч) | Лех (Познань)                          | 1:0      | 2:3      |
| 14 березня/3 квітня 2007 |         |                                        |          |          |
| Радомяк (Радом)          | 1:4     | Краковія                               | 1:3      | 0:1      |
| 14 березня/4 квітня 2007 |         |                                        |          |          |
| Рух (Хожув)              | 1:4     | Дискоболія (Гродзиськ-Великопольський) | 0:1      | 1:3      |

## 1/2 фіналу
| Команда 1                              | Заг. | Команда 2      | 1-й матч | 2-й матч |
| -------------------------------------- | ---- | -------------- | -------- | -------- |
| 10/25 квітня 2007                      |      |                |          |          |
| Корона (Кельце)                        | 4:3  | Вісла (Плоцьк) | 3:2      | 1:1      |
| 11/24 квітня 2007                      |      |                |          |          |
| Дискоболія (Гродзиськ-Великопольський) | 2:0  | Краковія       | 1:0      | 1:0      |

## Фінал
| 1 травня 2007 13:15 (EEST) |

| Дискоболія (Гродзиськ-Великопольський) | 2:0      | Корона (Кельце) |
| -------------------------------------- | -------- | --------------- |
| Маєвський 16' Лято 77'                 | Протокол |                 |

| Стадіон ГКС, Белхатув Глядачів: 5 500 Арбітр: Ґжеґож Ґілевський |